# Abel Ferreira
Pour les articles homonymes, voir Moreira et Ferreira.
Abel Ferreira, de son nom complet Abel Fernando Moreira Ferreira, est un footballeur portugais reconverti entraîneur, né le 22 décembre 1978 à Penafiel (Portugal). Il est l’actuel entraîneur de Palmeiras au Brésil.
Il évoluait au poste de défenseur, et est actuellement l'entraîneur du club brésilien Palmeiras, après un passage par le Sporting Portugal qui fut son dernier club en tant que joueur, ensuite le Sporting  Clube de Braga, et ensuite il a entraîné le club grec PAOK pendant 56 matchs, avant d'être recruté par le club brésilien Palmeiras.

## Biographie
Abel découvre la première division portugaise en l'an 2000 avec le club du Vitoria Guimarães. En 2004, il est transféré vers le Sporting Braga, club où il reste deux saisons.
En 2006, Abel s'engage en faveur du Sporting Portugal. Avec le Sporting, il remporte notamment la Coupe du Portugal à deux reprises.
En 2011, il commence sa carrière d'entraîneur au Sporting B, jusqu'en 2013, avant de passer à l'équipe principale. Il devient en 2015 l'entraîneur de entraineur du SC Braga B pendant deux années quand il devient l'entraîneur de l'équipe A du Sporting Braga.
En 2019, il quitte le football portugais pour entraîner le club grec PAOK. Il y reste une saison jusqu'en octobre 2020, quand il quitte le vieux continent pour découvrir le championnat brésilien et club de Palmeiras à São Paulo.
Abel reprend alors le club de Palmeiras en cours de saison, il remporte la Copa Libertadores et la Coupe du Brésil. La saison suivante, il conserve son titre, en remportant une seconde Copa Libertadores consécutive face à Flamengo.
En novembre 2022, ils ont été sacrés champions du Brésil pour la 11e fois. 
Après la conquête du Campeonato Paulista en avril 2023, il est devenu l'entraîneur étranger ayant remporté le plus grand nombre de trophées dans le pays.
Il est devenu l'entraîneur qui a disputé le plus grand nombre de finales dans l'histoire de Palmeiras avec 11 finales
.

## Carrière
| Période          | Club              | Pays     | Matchs/Buts         |
| 1997-2000        | FC Penafiel       | Portugal | 63 matchs / 4 buts  |
| 2000-2004        | Vitoria Guimarães | Portugal | 81 matchs / 2 but   |
| 2004-2006 (jan)  | Sporting Braga    | Portugal | 47 matchs           |
| 2006 (jan) -2011 | Sporting CP       | Portugal | 174 matchs / 5 buts |

## Palmarès
| Année        | Titre                                  | Club        | Pays     |
| 2007 et 2008 | Vainqueur de la Coupe du Portugal      | Sporting CP | Portugal |
| 2007 et 2008 | Vainqueur de la Supercoupe du Portugal | Sporting CP | Portugal |
| 2008 et 2009 | Finaliste de la Carlsberg Cup          | Sporting CP | Portugal |

## Palmarès d’entraîneur
Palmeiras
- Copa Libertadores: 2020 et 2021
- Championnat du Brésil : 2022 et 2023
- Coupe du Brésil: 2020
- Recopa Sudamericana: 2022 (en)
- Supercoupe du Brésil : 2023 (en)
- Championnat de São Paulo : 2022 (en), 2023 (en) et 2024 (en)